# آسیاب باتک
آسیاب باتک مربوط به سده‌های متاخر دوران‌های تاریخی پس از اسلام است و در شهرستان سرباز، بخش سرباز، دهستان سرباز، ۸۰۰ متری غرب روستای باتک واقع شده و این اثر در تاریخ ۲۷ اسفند ۱۳۸۶ با شمارهٔ ثبت ۲۲۶۹۳ به‌عنوان یکی از آثار ملی ایران به ثبت رسیده است.